# Programma di Hilbert
Il programma di Hilbert consisteva nel formalizzare tutte le teorie matematiche esistenti attraverso un insieme finito di assiomi, e dimostrare che questi assiomi non conducevano a contraddizioni. Prende il nome dal matematico tedesco David Hilbert, che lo propose negli anni venti del XX secolo.
Secondo Hilbert teorie complesse come l'analisi matematica potevano essere fondate su teorie più semplici, fino a basare l'intera matematica sull'aritmetica; provando la consistenza di questa ne sarebbe seguita la completezza e la non contraddittorietà di tutta la matematica. Nel 1931, tuttavia, Gödel dimostrò, attraverso il suo secondo teorema di incompletezza, che l'aritmetica non poteva essere usata per dimostrare la propria consistenza, e di conseguenza neppure la consistenza di teorie più complesse.